# Tipula foersteriana
Tipula foersteriana är en tvåvingeart som beskrevs av Alexander 1967. Tipula foersteriana ingår i släktet Tipula och familjen storharkrankar.
Artens utbredningsområde är Colombia. Inga underarter finns listade i Catalogue of Life.